# Сорвіха
Сорві́ха (рос. Сорвиха, башк. Саруа) — село у складі Бірського району Башкортостану, Росія. Водить до складу Калинниківської сільської ради.
Населення — 97 осіб (2010; 116 2002).
Національний склад:
- росіяни — 78 %